# 波斯塔維
波斯塔維（羅馬化：Pastavy，羅馬化：Postavy）是白俄羅斯維捷布斯克州城鎮，為波斯塔維區首府；位於州府維捷布斯克以西213公里，距離首都明斯克190公里，毗鄰立陶宛邊境，海拔高度145米，2010年人口19,800人。

## 外部連結
- Local news from Pastavy
- Photos on Radzima.org （页面存档备份，存于）